# Volvo 300
Volvo 300-й серии — семейство шведско-голландских легковой автомобилей малого класса, выпускавшийся в 1976—1991 годах компанией Volvo. Семейство было представлено 3-х и 5-дверными хетчбэками Volvo 340 (ранее 343/345) и 4-дверным седаном Volvo 360.

## Разработка
В 1970 году компания DAF начинает разработку компактного легкового автомобиля под кодовым названием P900, который в дальнейшем должен был называться DAF 77. К 1971 году было разработано четыре перспективных дизайн-проекта будущего автомобиля: итальянские проекты от Джованни Микелотти и ателье «Bertone», а также два самостоятельных проекта DAF. По итогу был принят проект, разработанный дизайнером DAF Джоном де Фризом, представлявшим из себя трёхдверный хетчбэк.
В 1973 году концерн Volvo приобрёл пакет акций легкового отделения голландской фирмы DAF, которое было полностью поглощено Volvo в 1975 году и переименовано «Volvo Car BV». В итоге в сжатые сроки прототип P900 был доработан инженерами Volvo. P900 получил двигатель Renault и бесступенчатую коробку передач (ременной вариатор). Предсерийный образец был представлен публике 19 февраля 1976 года под названием Volvo 343.
За счёт уже имевшейся у DAF проекта P900 компания Volvo смогла развернуть производство автомобилей Volvo 343 в Нидерландах, благодаря чему Volvo вышла на рынки стран Западной Европы в сегменте C.

## Общее описание
Модель малого класса (по тогдашней классификации), разработанная и выпускавшаяся нидерландской компанией Volvo Car BV, являющейся в то время местным подразделением шведской компании Volvo. Машина конструктивно не имеет ничего общего с оригинальными шведскими разработками того времени Volvo 1-й и 2-й серий. Компоновка кузова и шасси — переднемоторный заднеприводный хетчбэк с большой задней дверью и трансформируемым в багажник вторым рядом сидений.
Уникальной особенностью машины в сравнении с другими машинами малого класса того времени стала автоматическая бесступенчатая трансмиссия (клиноременной вариатор) «Variomatic» разработки DAF. Вариатор оказался настолько большим, что был размещён под задним рядом сидений и багажником.
Также, среди нетипичных технических решений были трансмиссионная схема Transaxle и задняя подвеска типа «Де Дион» на однолистовых полуэллиптических рессорах.
Машина выпускалась с 1976 по 1991 годы в трёх основных модификациях: Volvo 343, Volvo 345, Volvo 360.

## История семейства
Изначально выпускалась в единственной модификации трёхдверный хетчбэк (343) с мотором В14.0Е 1,4 л. OHV, разработки Renault, и вариатором. Достаточно быстро у ранних версий 343 модели в процессе эксплуатации выявились существенные недостатки. Например, конструкция вариатора оказалась достаточно «сырой»: быстро приходили в негодность ремни трансмиссии и раздвижные шкивы. Кузова Volvo 343 имели нестабильное качество сварных швов, на нём также отсутствовала антикоррозийная защита.

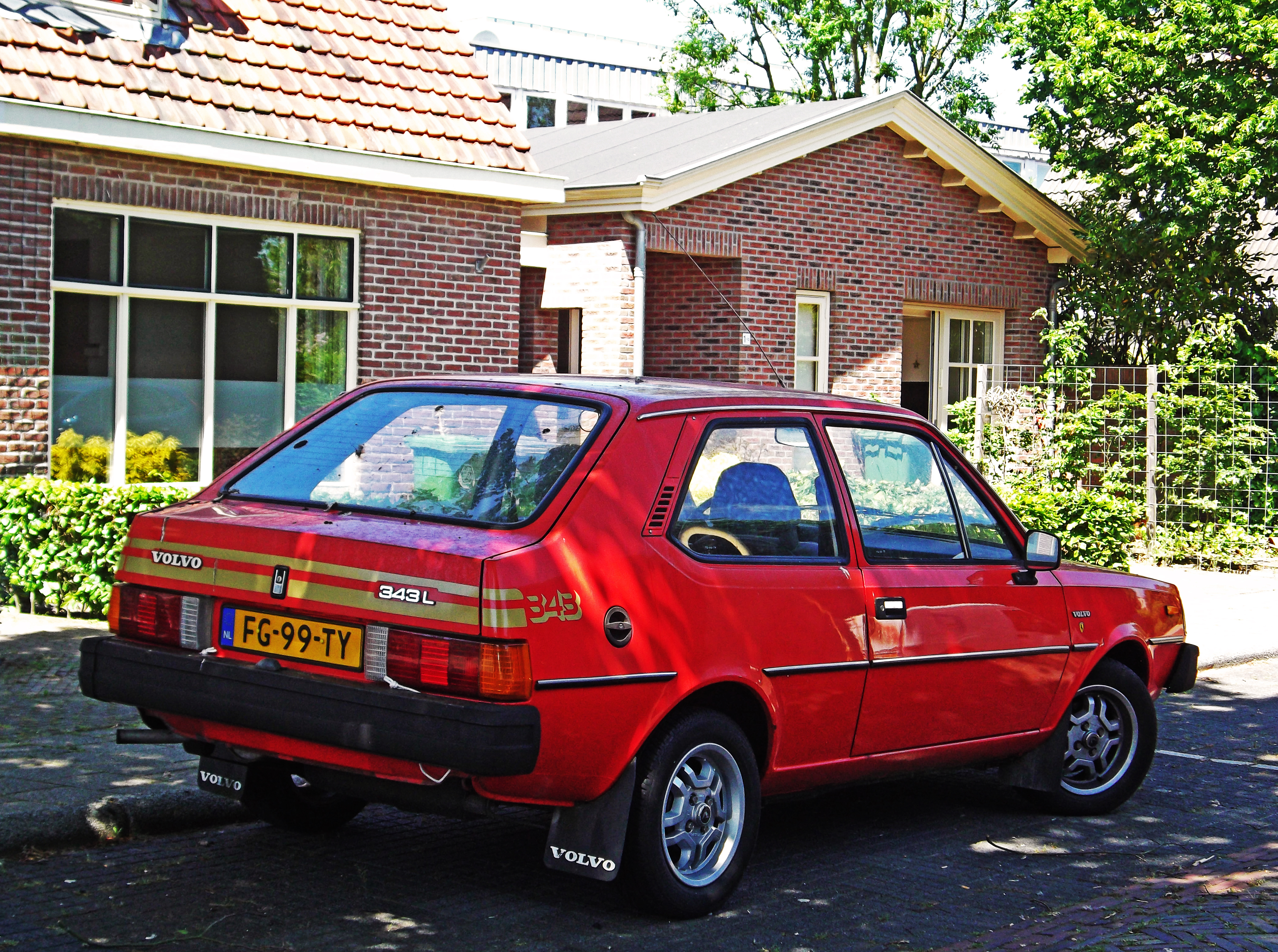
Volvo 343 в трёхдверном кузове
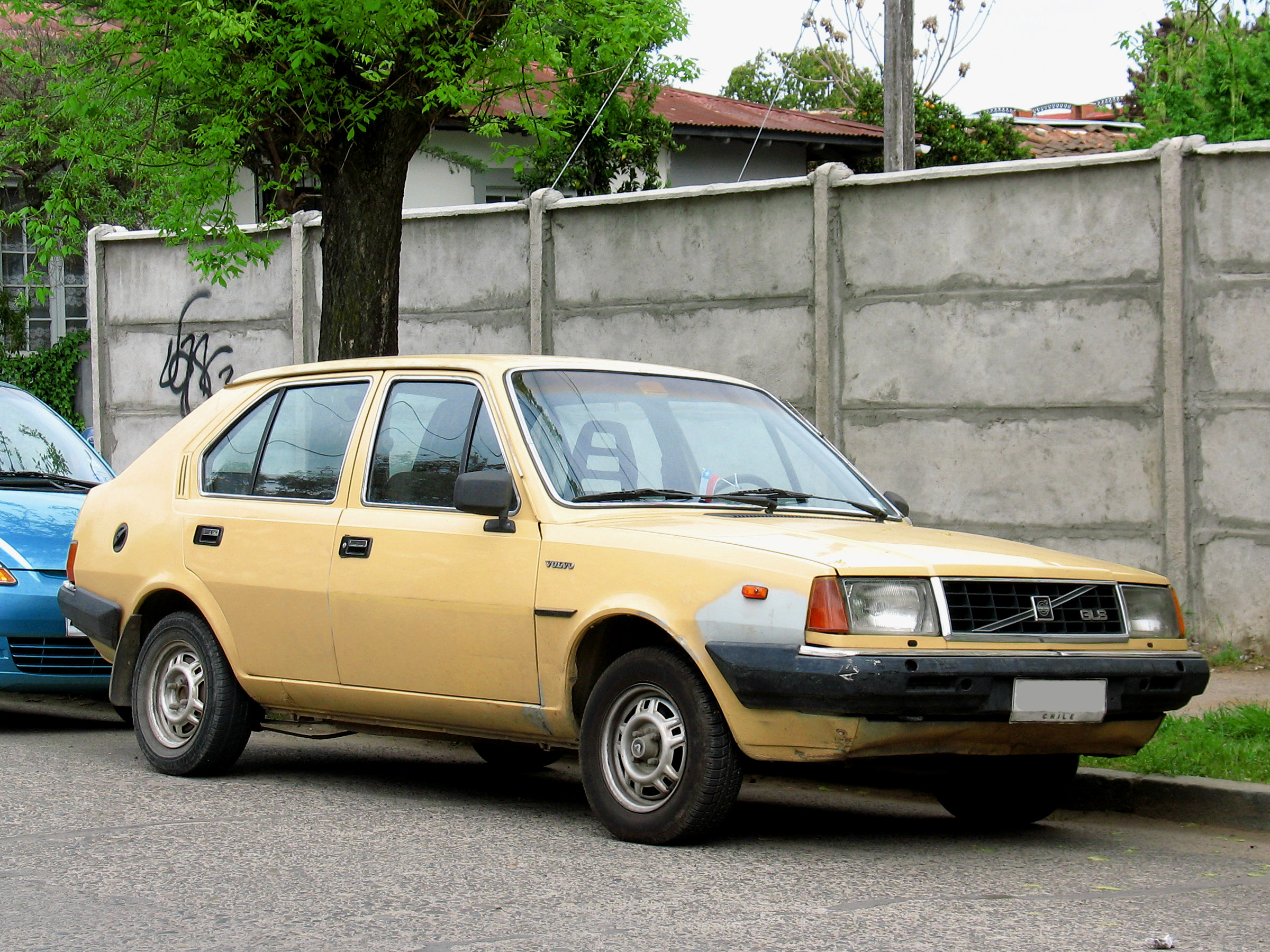
Пятидверный Volvo 345 GLS
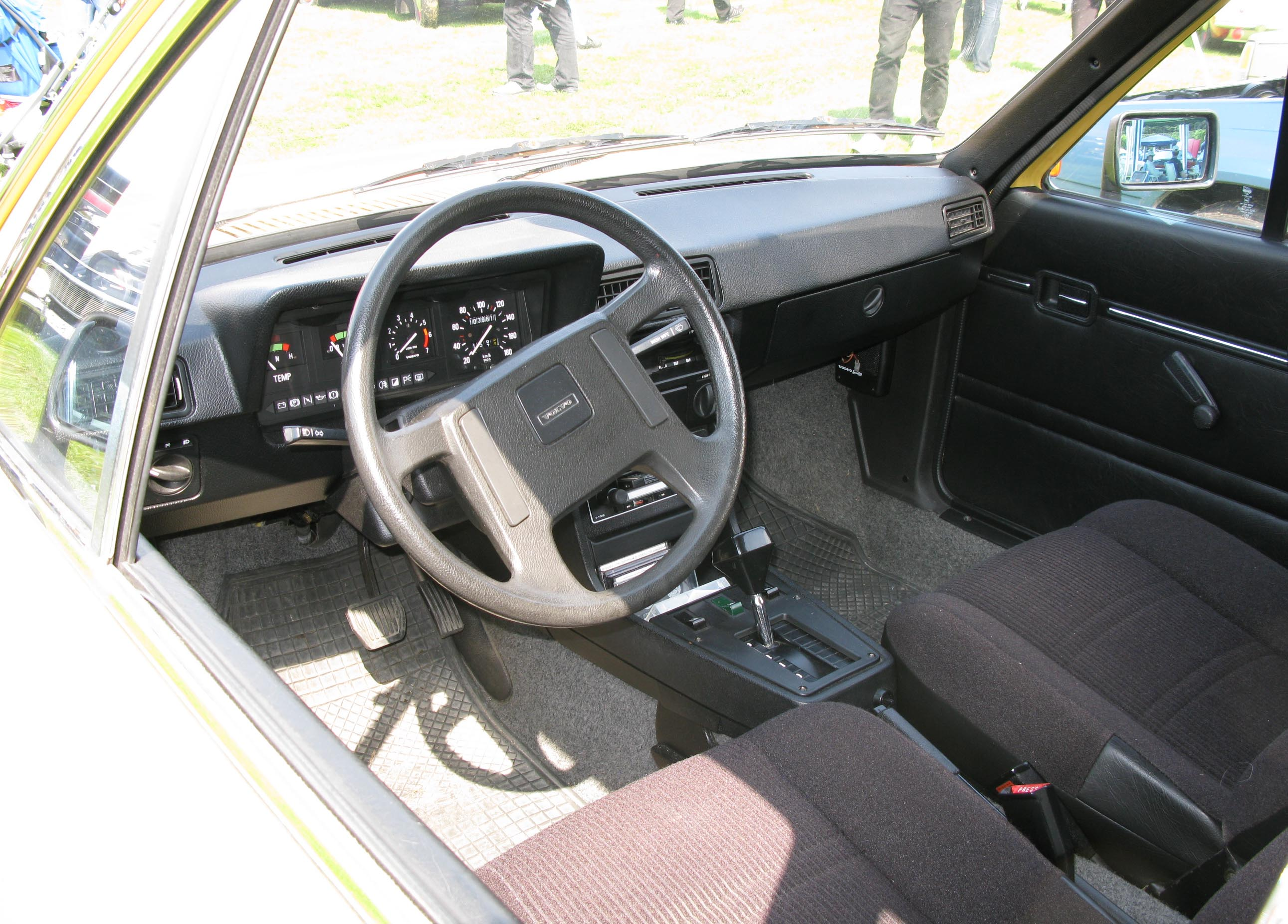
Салон Volvo 343. Виден характерный рычаг корбки-вариатора
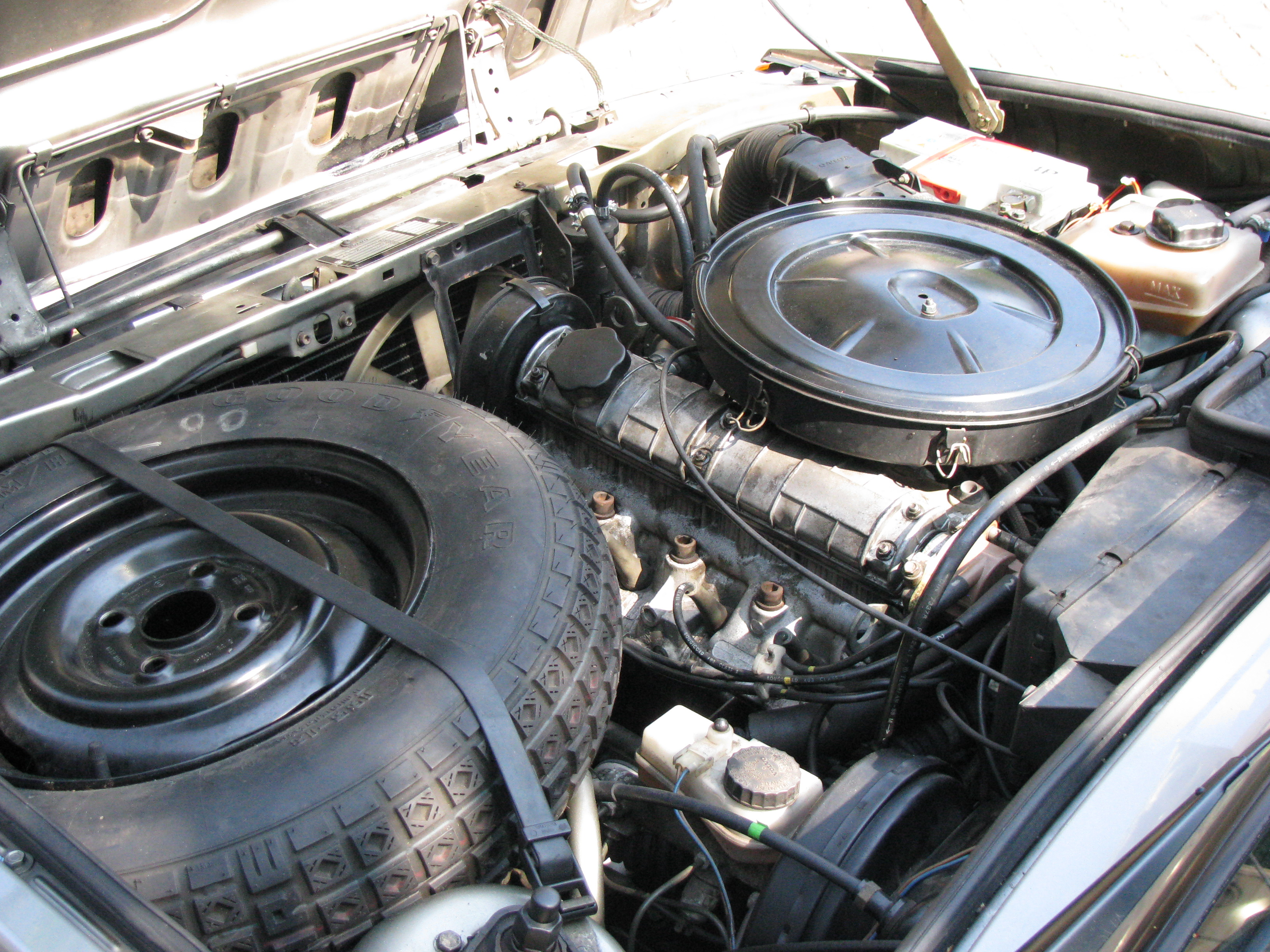
Двигатель объёмом 1,7 л.

Чтобы не потерпеть репутационного удара, компания Volvo в 1979 году заменила ненадёжный вариатор на автоматическую коробку передач «Transmatic», а также в дополнение к мотору 1,4 появилась механическая 4-ступенчатая коробка передач M46R. Осенью 1979 года добавлен кузов пятидверный хетчбэк (345). В 1980 году расширена линейка моторов и коробок передач: появился дизельный мотор и механическая пятиступенчатая КП. Модернизации подверглась тормозная система, немного увеличилась колёсная колея за счёт более широких колес, также были внедрены новые дворники с промежуточным режимом работы.
Осенью 1981 года в ходе проведённого рестайлинга были изменены капот, решётка радиатора и немного изменилась форма крыльев. Также изменениям подвергся интерьер, и за счёт чего автомобили 300 серии получили новую приборную панель, более унифицированную с другими моделями Volvo. Общая длина была увеличена до 4300 мм (169 дюймов).

В 1982 году появился коммерческий фургон Volvo 345 Van с глухими задними стёклами, созданный на базе Volvo 345. 

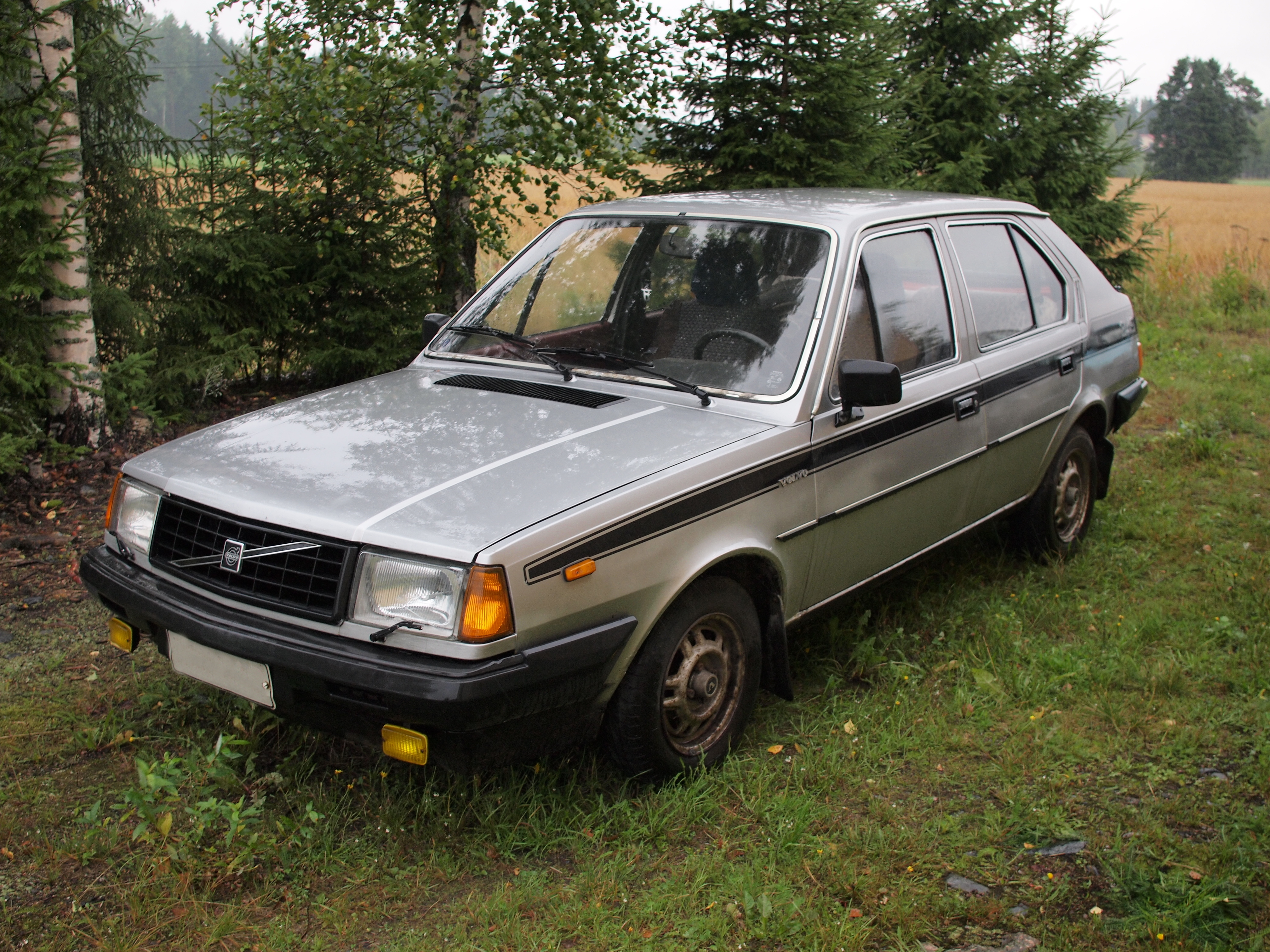
Volvo 345 DL после рестайлинга 1981 года.
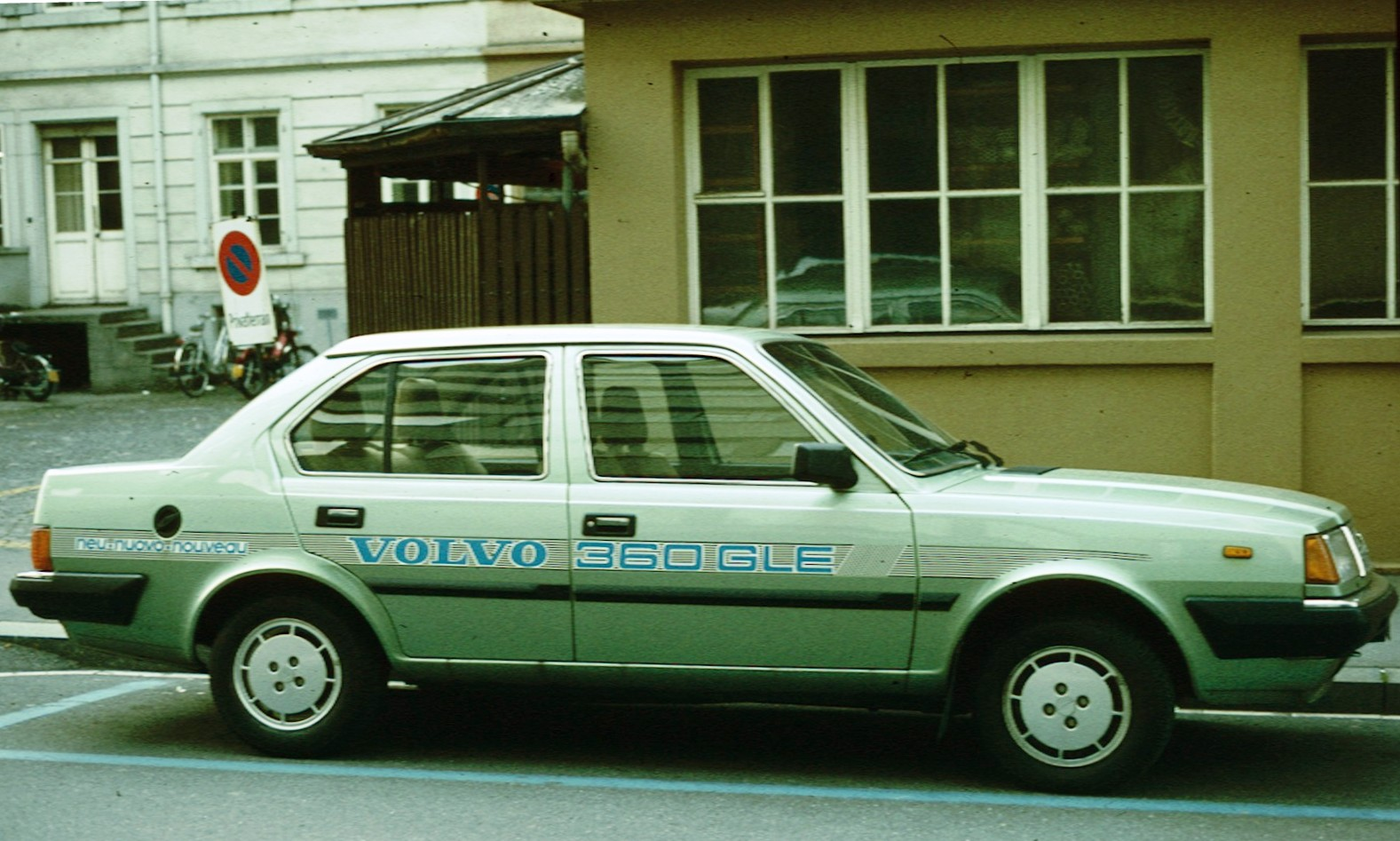
Седан Volvo 360 GLE
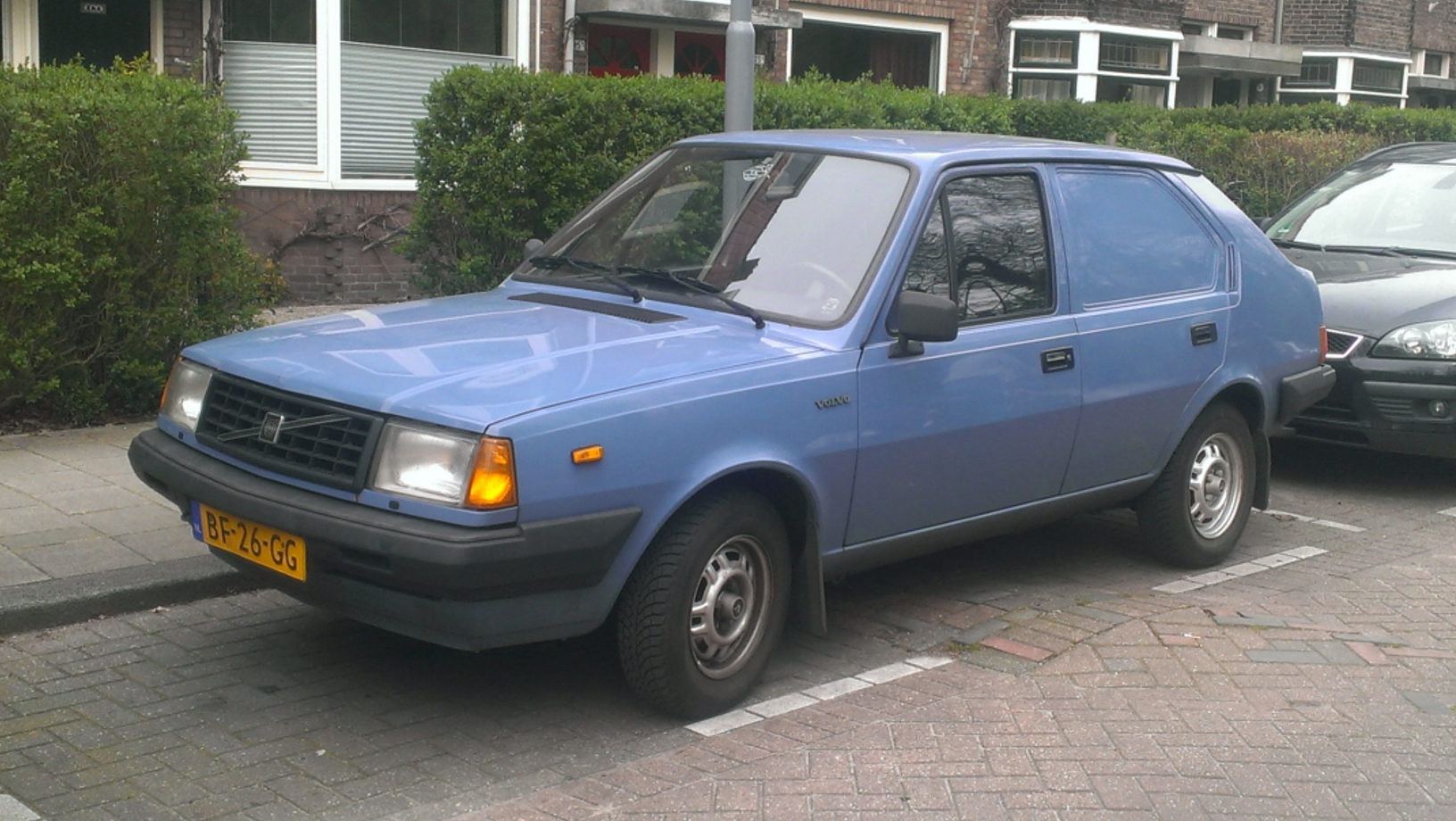
Volvo 345 Van
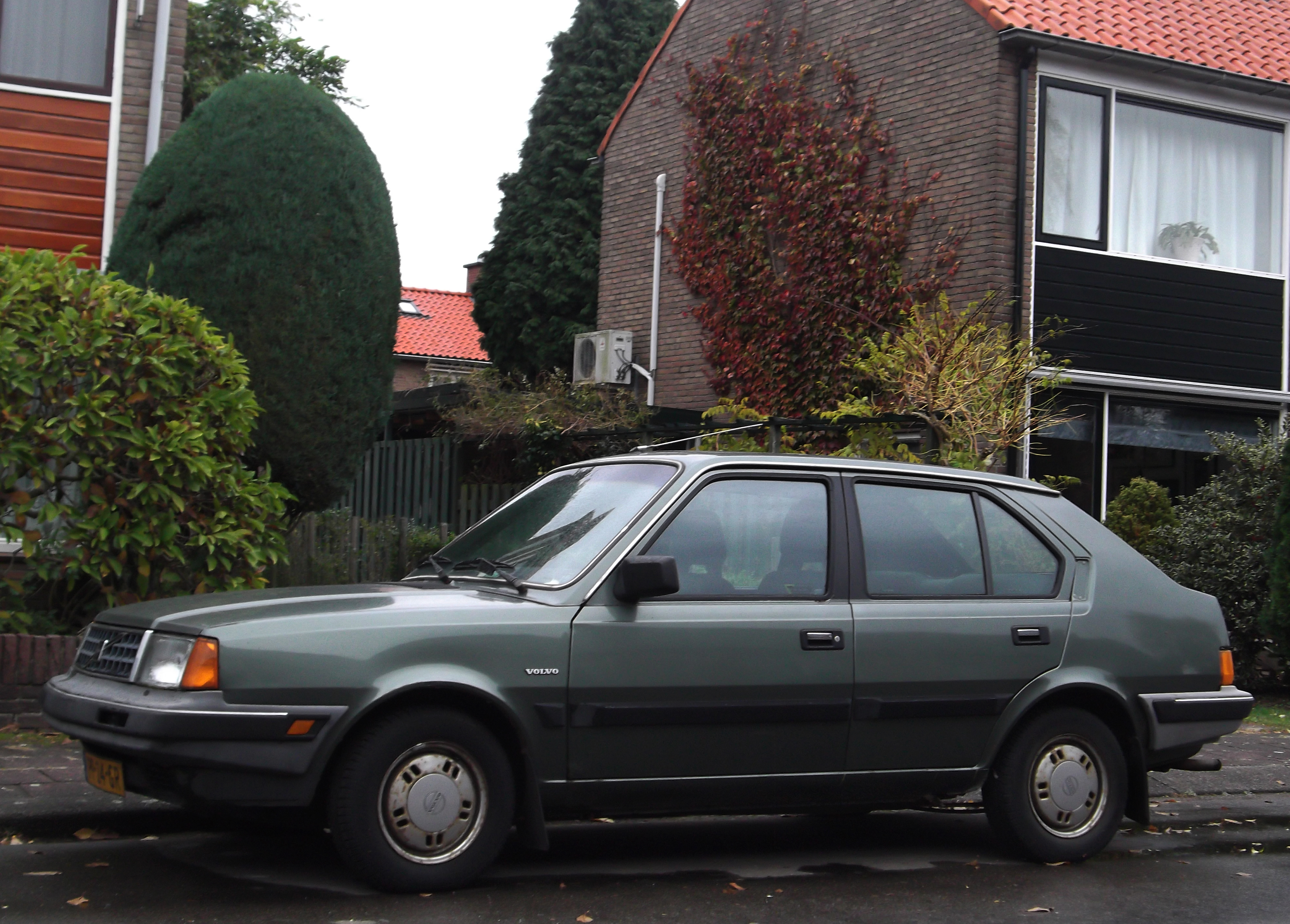
Volvo 360 после рестайлинга 1985 года
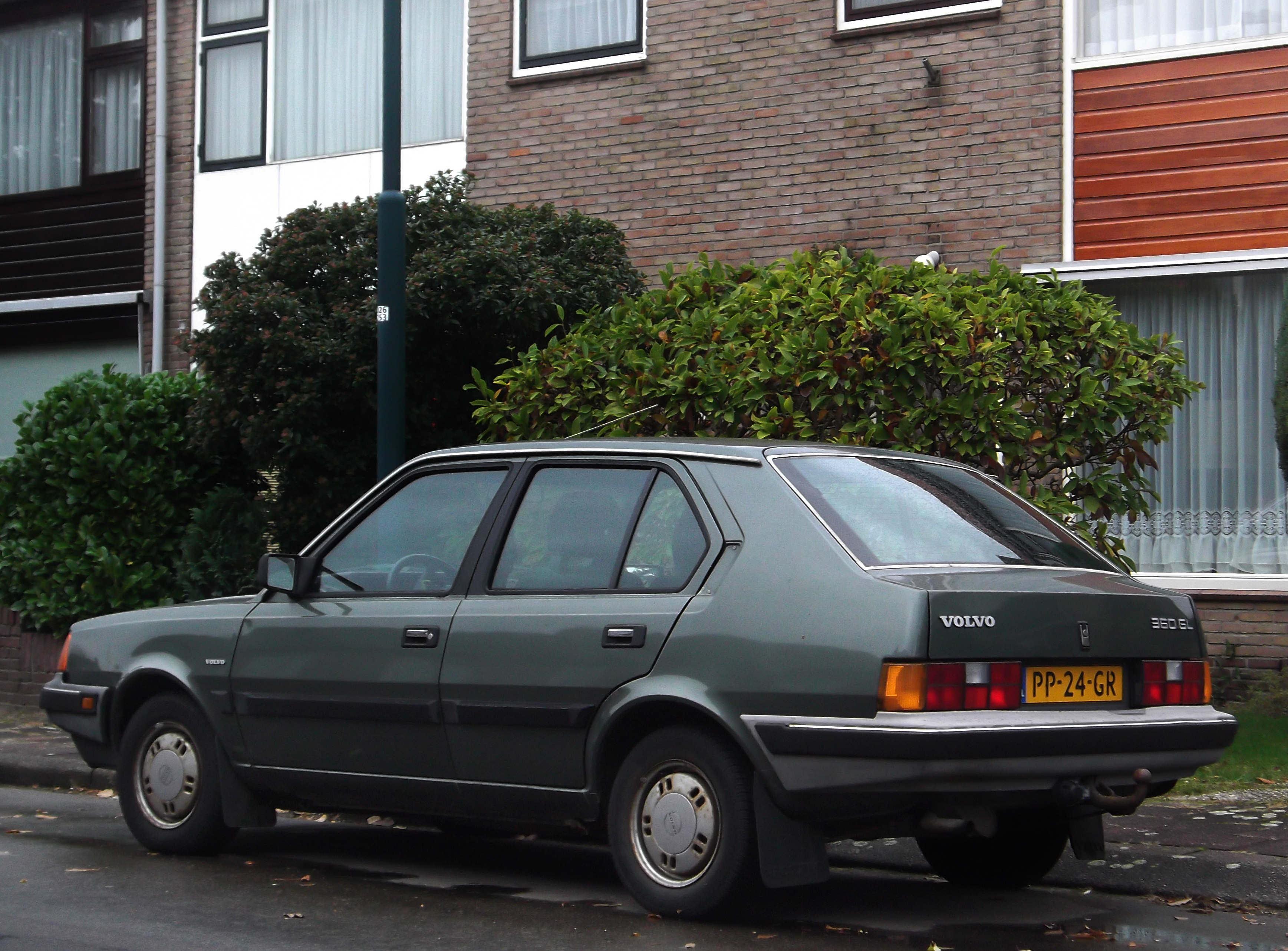
Volvo 360 после рестайлинга 1985 года, вид сзади

В 1983 году в линейке 300 серии появился седан Volvo 360. Примечательно, что седан оснащался крупным двигателем Volvo В19 в то время как в моторный отсек 300-й серии был относительно небольшим. Для этого на версиях седан запасное колесо переместили из под капота в багажник.
В 1985 году 300-я серия подверглась ещё одному рестайлингу. Появились объёмные бамперы со встроенными указателями поворота. Также были переработаны задние фонари. Старые двигатели Volvo Redblock на Volvo 360 были модернизированы до агрегата B200. При этом производительность двигателя осталась практически такой же. Карбюраторная версия получила обозначение B200K, а версия с электронным впрыском Bosch LE-Jet стала именоваться B200E.
Выпускалась спортивная модель 360 GLT, на которую устанавливалась только пятиступенчатая механическая коробка передач и бесключевая система зажигания. Внешне Volvo 360 GLT можно узнать по спойлеру переднего бампера со встроенными противотуманными фарами, заднему спойлеру, а также клиренсу, который ниже на 1,5 см.

А в 1988 году был собран миллионный экземпляр Volvo серии 300. Им оказался хетчбэк красного цвета, который стал экспонатом музея DAF в Эйндховене.

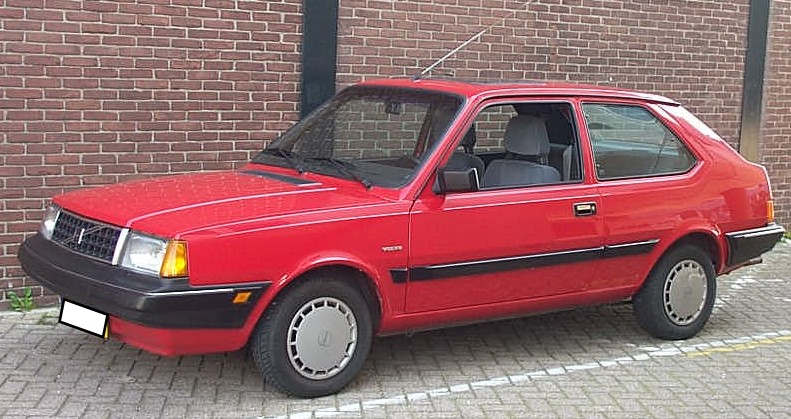
Volvo 340 GL образца 1990 года
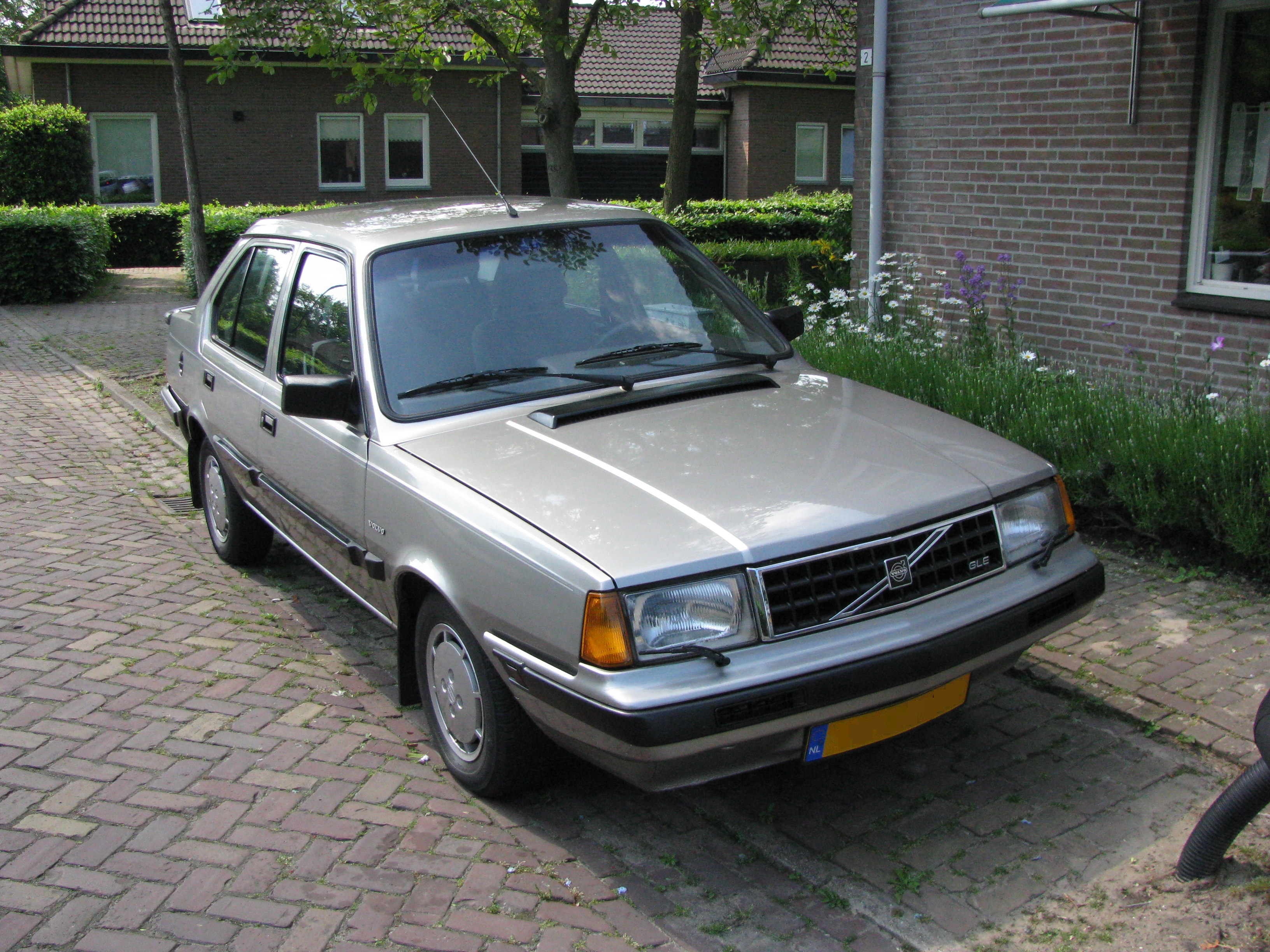
Volvo 340 GLE Millionaire, выпущенная в Нидерландах в 1988 году по случаю выпуска миллионного автомобиля 300 серии
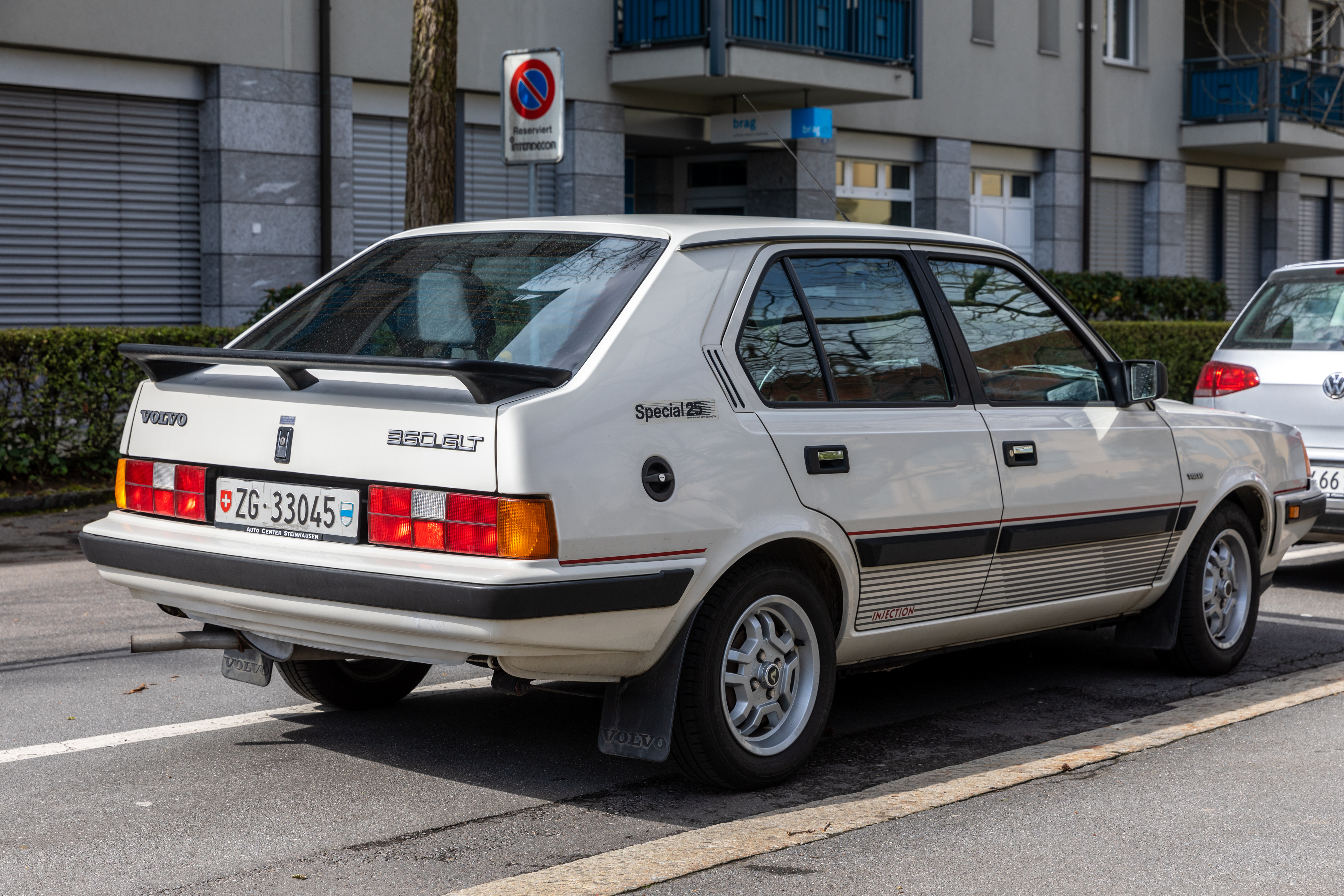
Volvo 360 GLT с инжекторным двигателем
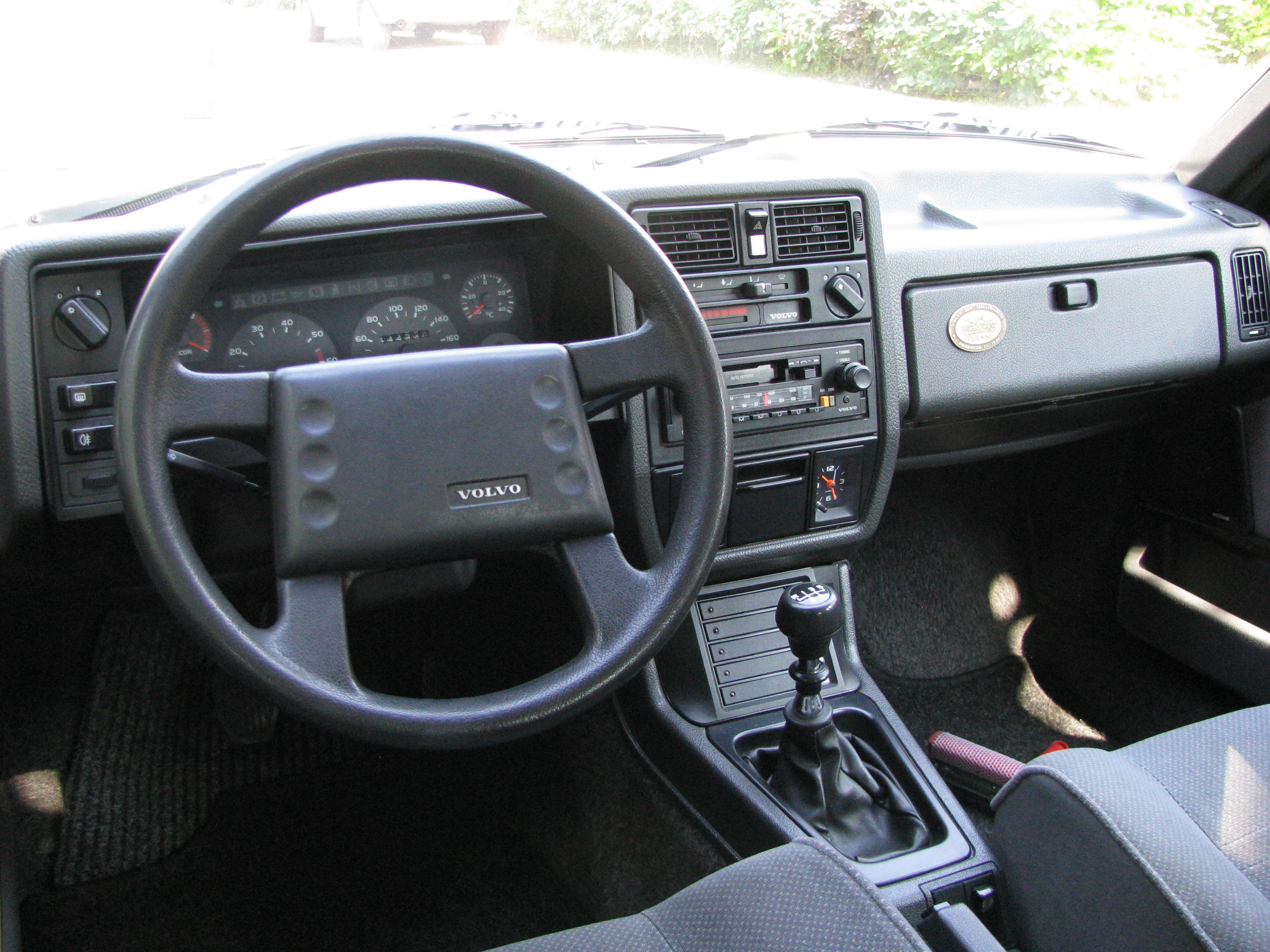
Приборная панель после рестайлинга

Производство седанов Volvo 360 прекратилось в 1990 году, а последний хетчбэк 340 сошел с конвейера в марте 1991 года. Всего за 15 лет производства было выпущено 472 434 машины в трёхдверном кузове, 358 024 машины в пятидверном и 176 023 машины с кузовом седан.